# Візантійські лазні Салоніків

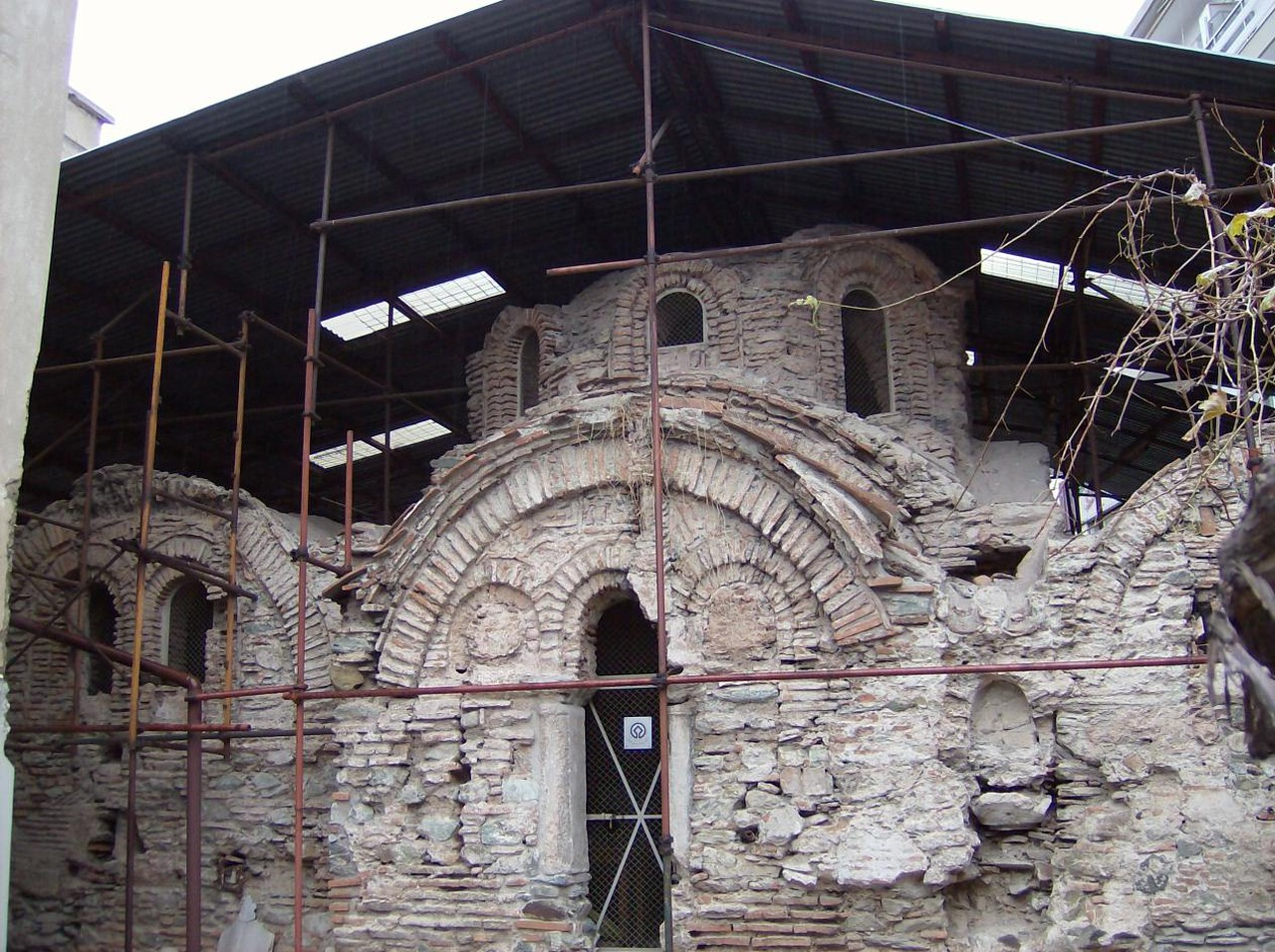
Фото 2010 року

Візантійські лазні Салоніків (грец. Βυζαντινό λουτρό Άνω Πόλης) — рідкісний зразок світської архітектури у місті Салоніки від доби Візантійської імперії.

## Історія
Лазні розташовані на в'їзді у так зване Верхнє місто. Незважаючи на поруйнований зовнішній вигляд, споруда лазень датована 13 століттям і є одною із небагатьох споруд світського призначення, що дійшла до нашого часу. За припущеннями, споруду почали будувати наприкінці 12 ст. Лазня почергово використовувалась то жінками, то чоловіками міста.
Споруда мала тричастинне розпланування. Вхідний вестибюль був місцем для роздягання і збереження одягу, відповідав гардеробу і примикав до фригідарія. Друга частина — тепідарій, третя суто лазня (кальдарій).
Споруда постраждала у роки 2-ї світової війни та від землетрусів, що були у Греції у 1970-і рр.
- Лазня використовувалась на первісним призначенням до 1940 року.
- 1998 року споруда доби раннього середньовіччя зарахована до списку Всесвітнього спадку ЮНЕСКО.
- 2002 року споруда пройшла консервацію і роботи по зміцненню конструкції. Над спорудою створено сучасний захисний дах. Науковий керівник проекта реставрації — Фані Ревітіадо[1], за ремонти у кальдарії відповідав Константінос Раптіс[1] . З наріжних мурів споруди знято недбале тинькування, що відкрило шерехаті мури доби Візантійської імперії. Дахи вкриті наново червоною черепицею типу «татарка». З приміщення видалена сантехніка часів 20 століття.

- З 2015 року дозволений огляд туристів і відвідувачів.